# L'Aigle et le Vautour (film, 1950)
Pour les articles homonymes, voir L'Aigle et le Vautour.
L'Aigle et le Vautour (titre original : The Eagle and the Hawk) est un film américain réalisé par Lewis R. Foster, sorti en 1950.

## Synopsis
En 1863, le gouverneur du Texas, Lubbock, demande à Todd Croyden, chef des Texas Rangers de faire sortir un espion de l'armée de l'Union, interné dans camp confédéré pour le ramener. Pendant ce temps, la France du Second Empire tente de s'emparer du Mexique que le gouverneur du Texas tente de défendre à travers l'envoi de Texas Rangers qui doivent enquêter sur le vol d'armes et de munitions à Corales.
En traversant le Rio Grande, ils font la rencontre d'une femme, Madeline Danzeeger, dont le chariot est bloqué et après l'avoir aidée, ils apprennent qu'un ancien officier de l'armée allemande, probablement son père, travaille avec le général mexicain Liguras pour gagner beaucoup d'argent. Les munitions dérobées sont vite localisées dans le ranch des Danzeeger mais le contremaître se méfie d'eux. Un feu allumé par les Texans détruit la poudre à canon mais Madeline se révèle être une traitre et les fait prisonniers.
Face à la cruauté infligé aux américains, Madeline change d'avis en tournant sa veste et les aide à s'échapper.  Après un combat à mort avec leur gardes, ils s'en sortent vivants.

## Fiche technique
- Titre original : The Eagle and the Hawk
- Titre français : L'Aigle et le Vautour
- Réalisation : Lewis R. Foster
- Scénario : Lewis R. Foster, Daniel Mainwaring  d'après le roman de Jess Arnold A Mission to General Houston
- Chef opérateur : James Wong Howe
- Musique : Rudy Schrager
- Montage : Howard A. Smith
- Production : William H. Pine, William C. Thomas
- Société de production : Pine-Thomas Productions
- Genre : western
- Pays :  États-Unis
- Durée du film : 104 minutes
- Dates de sortie :
  - États-Unis :  30 mai 1950
  - France : 5 mars 1952

## Distribution
- John Payne  (V.F : Gabriel Cattand) : Capt. Todd Croyden
- Rhonda Fleming  (V.F : Sylvie Deniau) : Mrs. Madeline Danzeeger
- Dennis O'Keefe  (V.F : Jean-Claude Michel) : Whitney Randolph
- Thomas Gomez  (V.F : Henri Djanik) : Général Liguras
- Fred Clark  (V.F : Yves Brainville) : Basil Danzeeger
- Frank Faylen : Red' Hyatt, Danzeegers Foreman
- Eduardo Noriega : Roberto the Cobbler
- Grandon Rhodes : Texas Gov. Lubbock
- Walter Reed : Jones